# Ваши (тропический шторм)
Тропический шторм Ваши (англ. Tropical Storm Washi; на Филиппинах как Тропический шторм Сендонг)  —  тропический циклон в конце 2011 года, который привёл к гибели от 1200 до 1500 человек и нанёс катастрофический ущерб на Филиппинах.

## Последствия
12 декабря 2011 года «The Joint Typhoon Warning Center» сообщил об образовании тропического шторма в 945 км южнее Гуама. 16 декабря тропический шторм обрушился на Филиппины. Основной удар пришелся по острову Минданао. 17 декабря началась широкомасштабная спасательная операция. В эвакуации жителей и спасательных работах задействовано по меньшей мере 20000 солдат, полиция, резервисты и служащие береговой охраны.
Тропический циклон унес жизни 1236 человек, сообщает агентство Синьхуа со ссылкой на руководителя управления гражданской обороной Филиппин Бенито Рамоса, более 1000 человек числятся пропавшими без вести. Свои дома были вынуждены покинуть более 108 тысяч человек.
Тайфуны и бури не являются для данного региона чем-то необычным. Ежегодно в период с июня по декабрь на архипелаг обрушиваются около 20 разрушительных ураганов.